# Musca cinerea
Musca cinerea är en tvåvingeart som först beskrevs av Roser 1840.  Musca cinerea ingår i släktet Musca och familjen spyflugor.
Artens utbredningsområde är Tyskland. Inga underarter finns listade i Catalogue of Life.